# Prepona subdives
Prepona subdives är en fjärilsart som beskrevs av Le Moult 1932. Prepona subdives ingår i släktet Prepona och familjen praktfjärilar. Inga underarter finns listade i Catalogue of Life.